# Cantón Santa Elena
Cantón Santa Elena är en kanton i Ecuador.   Den ligger i provinsen Santa Elena, i den västra delen av landet, 300 km sydväst om huvudstaden Quito.
Följande samhällen finns i Cantón Santa Elena:
- Santa Elena